# أنظمة إلتا

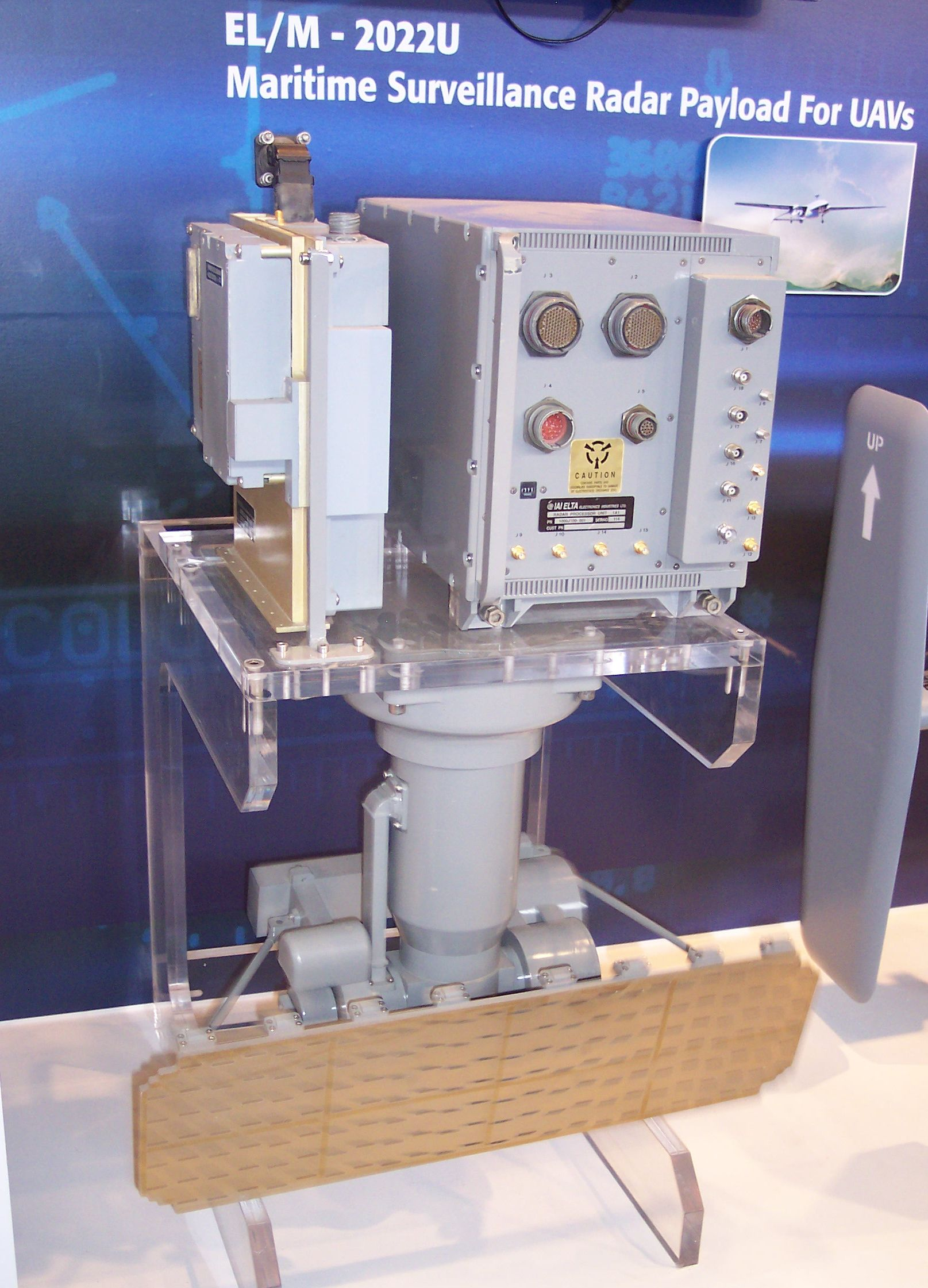
Elta EL / M-2022U UAV الرادار

 أنظمة إلتا  أو إلتا سيستمز هي المزود الإسرائيلي للمنتجات والخدمات الدفاعية المتخصصة في الرادار، القيادة والتحكم، الحرب الإلكترونية ، الاتصالات ، الأنظمة الأرضية المستقلة ومنتجات أمن الحاسوب.
تعد إلتا، وهي مجموعة وفرعية تابعة لشركة صناعات الفضاء الإسرائيلية، واحدة من كبرى شركات الإلكترونيات الدفاعية المتخصصة في مجالات مختلفة. تأسست الشركة عام 1967 م وانتقلت إلى أشدود كجزء من سياسة ليفي إشكول الخاصة باللامركزية في الصناعة. تعمل المجموعة كمصمم وتصنيع منزل لأنظمة الدفاع مع منتجات تعتمد على أجهزة الاستشعار الكهرومغناطيسية (الرادار، الحرب الإلكترونية والاتصالات) وعلى التقنيات المتقدمة الأخرى.
تم تصميم منتجات الشركة للاستخدام في الاستخبارات والمراقبة واقتناء الأهداف والاستطلاع والإنذار المبكر والتحكم وأمن الوطن والحماية الذاتية والدفاع عن النفس والسيطرة على الحرائق والدفاع الإلكتروني. تدير إلتا شبكة تسويق في جميع أنحاء العالم، تشمل خدمة العملاء ومرافق ما بعد البيع.

## الانقسامات

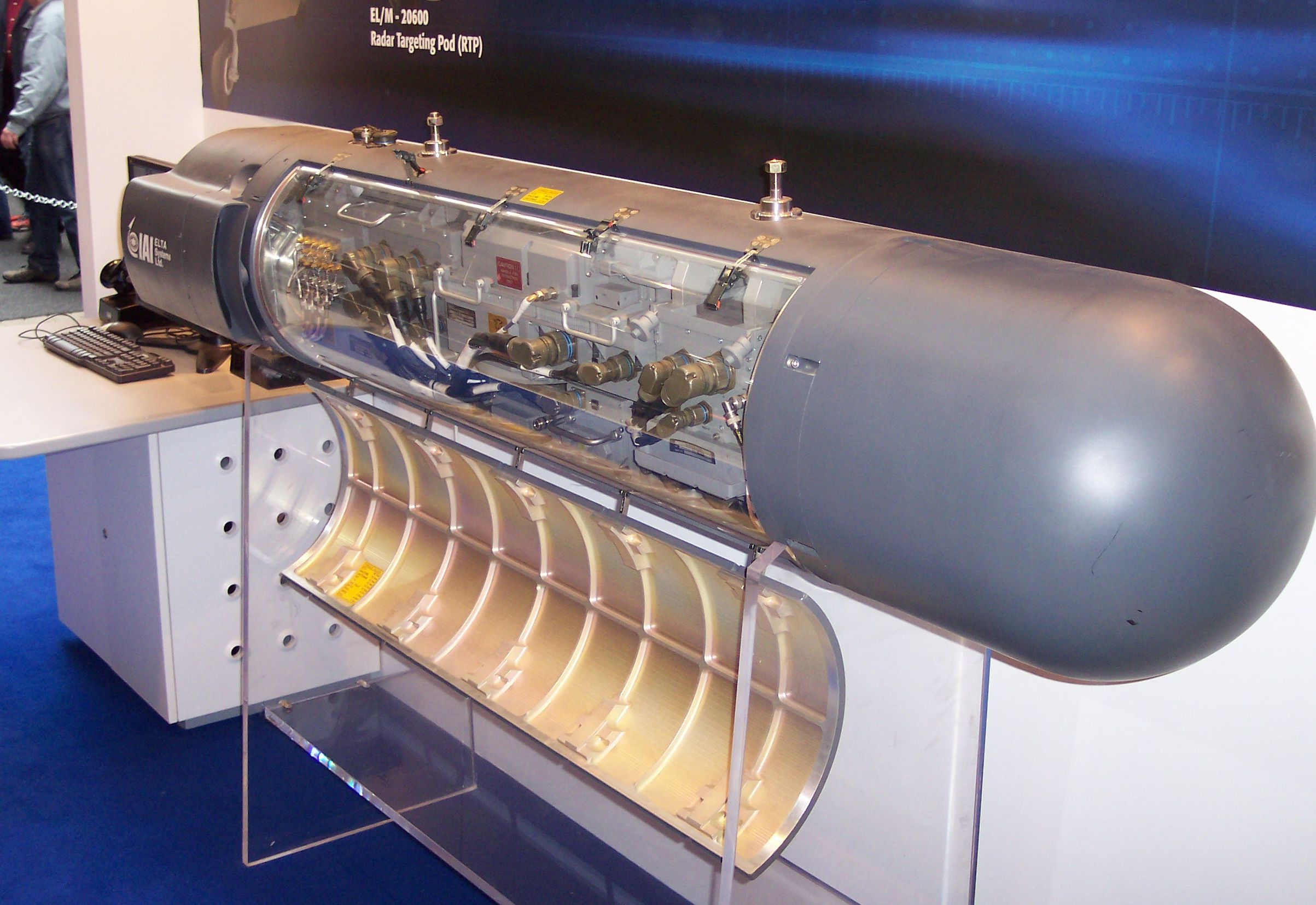
جراب Elta EL / M-20600 لكشف الرادار

### القيادة والتحكم وشعبة الرادار
إلتا هي دار الرادار الرائدة في إسرائيل ومركز للتصميم والتطوير والإنتاج للأنظمة المتقدمة القائمة على أجهزة استشعار الرادار والتقنيات. تم تصميم أنظمة تقسيم لل صور الاستخبارات، المراقبة والاستطلاع والدفاع الجوي والدفاع عن النفس، واكتساب الهدف وتطبيقات مكافحة الحرائق. لدى قسم والرادار في إلتا حلول الدفاع الداخلي للعديد من التطبيقات الهامة مثل أنظمة حماية الحدود البرية والساحلية. أنظمة لحماية المعابر الحدودية الدولية (المطارات والموانئ والطرق والسكك الحديدية)؛ أنظمة الحماية الذاتية للطائرات التجارية؛ نظم استخبارات الإشارات لجمع المعلومات التي تركز على البنية التحتية للإرهاب ومراكز الطوارئ الحضرية.

### استخبارات الإشارات وشعبة الاتصالات
مركز التصميم والتطوير والإنتاج لأنظمة استخبارات الإشارات والحرب الإلكترونية والاتصال المتقدمة القائمة على أجهزة الاستشعار الكهرومغناطيسية. تم تصميم أنظمة قسم استخبارات الإشارات والحرب الإلكترونية والاتصال من أجل إستخبارات الإشارة والدفاع عن النفس وتطبيقات الحرب الإلكترونية والاتصالات، وتشمل روابط البيانات المتقدمة وقمر صناعي للاتصالات.

### قسم
قسم نظام الإنذار المبكر والتحكم بالشركة هو عبارة عن منزل نظام لتصميم وتطوير ودمج وإدارة برامج الإنذار المبكر والمراقبة المحمولة جواً لبرامج نظام الإنذار المبكر والتحكم.

### قسم التقنيات
يقوم قسم تقنيات الشركة بتطوير التقنيات الأساسية المتطورة، حيث يوفر لأنظمة الشركة قدرات مستقلة لتصنيع المكونات الفائقة والأنظمة الفرعية لتطبيقات مختلفة، مثل وحدات الموجات الصغرية المصغرة، والهوائيات، وأجهزة الإرسال، ومعالجات الإشارات، وما إلى ذلك، بالإضافة إلى اختبار تلقائي خاص المعدات. بالإضافة إلى ذلك، يشكل هذا القسم مركز التصنيع والمشتريات واللوجستيات لمجموعة أنظمة الشركة.

### قسم الميكروويف
يتعامل مع مختلف تطبيقات انتقال الميكروويف.

## المبيعات والتراكم
وصلت المبيعات في عام 2017 إلى 1689 مليون دولار، تم تصدير ما يقرب من 90 ٪ منها إلى القوات المسلحة لأكثر من 50 دولة في جميع أنحاء العالم وبيعت 10 ٪ إلى محليا، حيث أن الشركة هي المورد الرئيسي لجيش الدفاع الإسرائيلي.

## ترامب ستريت
في عام 2017، حصل قسم أمريكا الشمالية في الشركة على 500000 دولار لإنشاء نموذج أولي لجدار الرئيس ترامب الحدودي .

## تطوير الأعمال
المجموعة لديها حيازات في الشركات التابعة / الشركات التابعة الموجودة في إسرائيل وأوروبا وأمريكا الجنوبية. غالبًا ما تكون الشركة شريكًا في اتفاقيات التعاون مع العديد من شركات الدفاع الأخرى حول العالم. إلتا تنشط أيضًا في الأسواق شبه العسكرية والتجارية.

## روابط خارجية
- موقع رسمي